# Edafe Egbedi
Edafe Egbedi (født 5. august 1993) er en nigeriansk fodboldspiller, der i øjeblikket er klubløs. Han har spillet både for AGF og Skive.
Egbedi kom til AGF i efteråret 2011 efter et prøveophold.. hvor han fik en kontrakt til sommeren 2015.  Han fik dog ikke så meget spilletid og blev i foråret 2014 lejet ud til Skive.
I januar 2015 valgte han og ophæve sin kontrakt 
Han deltog ved U/20-VM i Columbia i sommeren 2011.  Desuden har han repræsenteret sit lands U-17 mandskab.